# Diocèse de Jamshedpur
Le Diocèse de Jamshedpur (en latin Dioecesis Iamshedpurensis) est une circonscription ecclésiastique de l’Église catholique dans l’état de Jharkhand en Inde centrale. Créé en 1962 par bifurcation des archidiocèses de Ranchi (dont il est suffragant) et Calcutta, il compte près d’une centaine de milliers de catholiques. Depuis 2021, l'évêque de Jamshedpur est Telesphore Bilung, S.V.D.
Le diocèse couvre les districts du sud du Jharkhand, c'est-à-dire les districts de Singhbhum oriental, Singhbhum occidental, Saraikela, Dhanbad, une partie du district de Bokaro, avec le district de Purulia dans l’état voisin du Bengale occidental.

## Histoire
Bien qu’il comprenne quelques paroisses très anciennes, telle Chaibasa (fondée en 1869 par le missionnaire belge Auguste Stockman) qui dépendaient de la mission jésuite de Ranchi, le diocèse de Jamshedpur fut érigé, en 1962, principalement pour assurer une aide pastorale aux nombreux catholiques employés dans les villes industrielles en rapide croissance de Jamshedpur-Tatanagar, (capitale de l’acier) et Dhanbad (capitale du charbon). 
Le diocèse fut érigé le 2 juillet 1962 par la bulle Sicut bona mater du pape Jean XXIII et son siège épiscopal fixé à Jamshedpur. La cathédrale Saint-Joseph-le-Travailleur fut construite peu après. Il compte aujourd’hui 33 paroisses pour 66710 catholiques.

## Évêques de Jamshedpur
- 1962-1969 : Lawrence T. Picachy, jésuite (transféré comme archevêque de Calcutta, cardinal)
- 1970-1996 :  Joseph Rodericks, jésuite (démissionnaire)
- 1997-2018 : Felix Toppo, jésuite (transféré comme archevêque de Ranchi)
- 2018-2021 : siège vacant
- 2021- : Telesphore Bilung, S.V.D.

## Sources
- Catholic Directory of India
- Annuario pontificio 2013, Città del Vaticano, Libreria editrice vaticana, 2013.